# Bonifác
A Bonifác férfinév a latin homo boni fati, azaz a jó sors embere jelentésű kifejezésből eredő Bonifatius férfinévre vezethető vissza. A magyar népi hagyományban a fagyosszentek egyike.

## Képzett név
- Bónis:[1] becenévből önállósult[2]

## Gyakorisága
Az 1990-es években a Bonifác és a Bónis szórványos név, a 2000-es években egyik sem szerepel a 100 leggyakoribb férfinév között.

## Névnapok
- április 24.[2]
- május 14.[2]
- június 5.[2]
- október 25.[2]
- december 19.[2]

## Híres Bonifácok, Bónisok
- Montferrati Bonifác
- Bonifatius Wynfrith (Szent Bonifác)
- Debreczeni János Bonifác
- Fuchsz Bonifác Ferenc
- Lancsics Bonifác (1674 – 1737) költő
- Savoyai Bonifác gróf, volt canterburyi érsek
- Szent Bonifác mainzi érsek (672 – 755)
- Köllő Bonifác
- Maár Bonifác
- Bonifác pannonhalmi bencés apát
- Platz Bonifác Ferenc (1848 – 1919) teológus, biológus, az MTA tagja
- Pius Bonifac Gams
- Lluís Bonifaç i Massó (1730 – 1786) katalán szobrászművész

### Pápák
- I. Bonifác pápa (Szent Bonifác)
- II. Bonifác pápa
- III. Bonifác pápa
- IV. Bonifác pápa (Szent Bonifác)
- V. Bonifác pápa
- VI. Bonifác pápa
- VII. Bonifác (ellenpápa)
- VIII. Bonifác pápa
- IX. Bonifác pápa

### Toszkánaőrgrófjai
- I. Bonifác
- II. Bonifác
- III. Bonifác
- IV. (Canossai) Bonifác

### Kitalált személyek
- Kaucsiánó Bonifác gróf (Boni von Káncsiánu) – Csárdáskirálynő
- Bonifác – Csipkerózsika
- Bonifác, a pilóta – Majtényi Erik könyve
- Bonifác – Filemon és Bonifác

### Egyéb
- Bonifác – Mainz ostroma alatt az egyik leginkább támadott bástya
- Bonifác-érem – katolikus érdemérem